# Bourg-Murat
Pour les articles homonymes, voir Murat.
Bourg-Murat est un village de l'île de La Réunion situé sur le plateau de la plaine des Cafres, dans les Hauts de la commune du Tampon.
Labellisé Villages Créoles, il accueille la Cité du Volcan, un musée consacré au piton de la Fournaise et aux autres volcans de la planète. Par ailleurs, l'observatoire volcanologique du Piton de la Fournaise a également ses locaux à Bourg-Murat ainsi que l’un des cinq dépôts de munitions outre-mer dépendant, depuis la création de ce service en 2011, du service interarmées des munitions.

## Géographie
Bourg-Murat se trouve dans le sud de l'île de La Réunion, à quelques kilomètres de la ville du Tampon. Le village est blotti dans la plaine des Cafres.

## Toponymie
Bourg-Murat fut fondé par Auguste Murat.

## Histoire
« Auguste Murat donne son nom au bourg. Né le 15 octobre 1886 à la Ravine des Cabris, à Saint-Pierre (la Réunion), décédé le 20 décembre 1979 à Saint-Denis. Marié à Cazilda née Burel, il eut 15 enfants. Il est surnommé le shériff de la Plaine. À 16 ans, il ouvre une école à la Plaine des Cafres, à Bois-Court, sur la commune du Tampon et un peu plus tard un petit commerce à la Ligne des 400 avant de s’agrandir au 23e km où il a exploité une propriété agricole en faisant de l’élevage en complément. Il a organisé un service régulier de diligences entre le Tampon et la Plaine des Palmistes, avec relais chez lui à la Plaine des Cafres qui a donné naissance à l’Hôtel du Bon Accueil. Puis il quitte le Tampon pour Saint-Denis où il ouvre un commerce après avoir morcelé ses terres de la Plaine des Cafres qu’il a distribué à une cinquantaine de familles qui donneront naissance au petit bourg devenu Bourg Murat. »

## Démographie
Population du village de Bourg-Murat au 1er Janvier 2018 : 3346 habitants (source : INSEE)[réf. nécessaire]

## Infrastructures
Le village possède une école primaire publique. Il n'y a ni collège ni lycée.

## Économie
L'économie du village, bien qu'étant surtout basée sur l'agriculture, commence à s'ouvrir au tourisme.

## Lieux et monuments

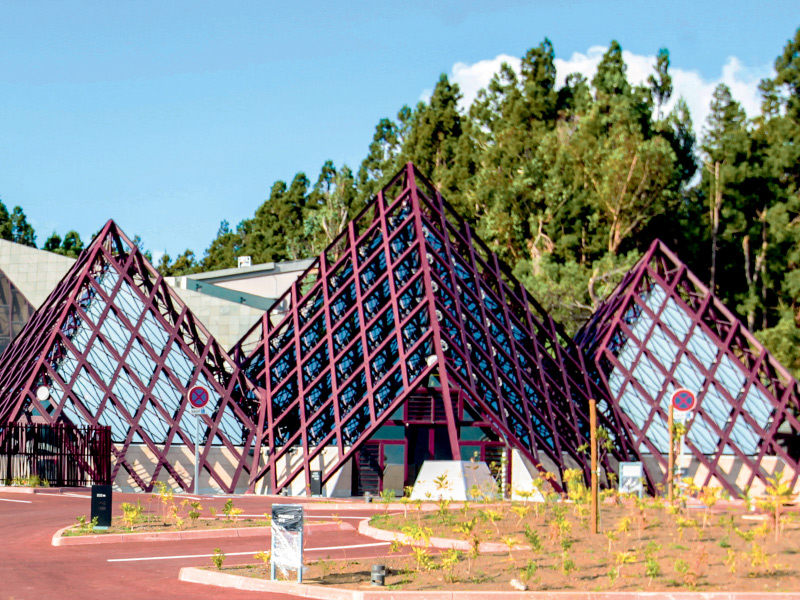
La Cité du Volcan.

- La Cité du Volcan, musée consacré aux volcans du monde, mais surtout au Piton de la Fournaise
- L'observatoire volcanologique du Piton de la Fournaise
- L'église Saint-Jean-Baptiste de la Salle